# Thaida chepu
Espèce
Thaida chepu est une espèce d'araignées aranéomorphes de la famille des Austrochilidae.

## Distribution
Cette espèce est endémique du Chili. Elle se rencontre dans les régions des Lacs, des Fleuves et d'Aysén.

## Description

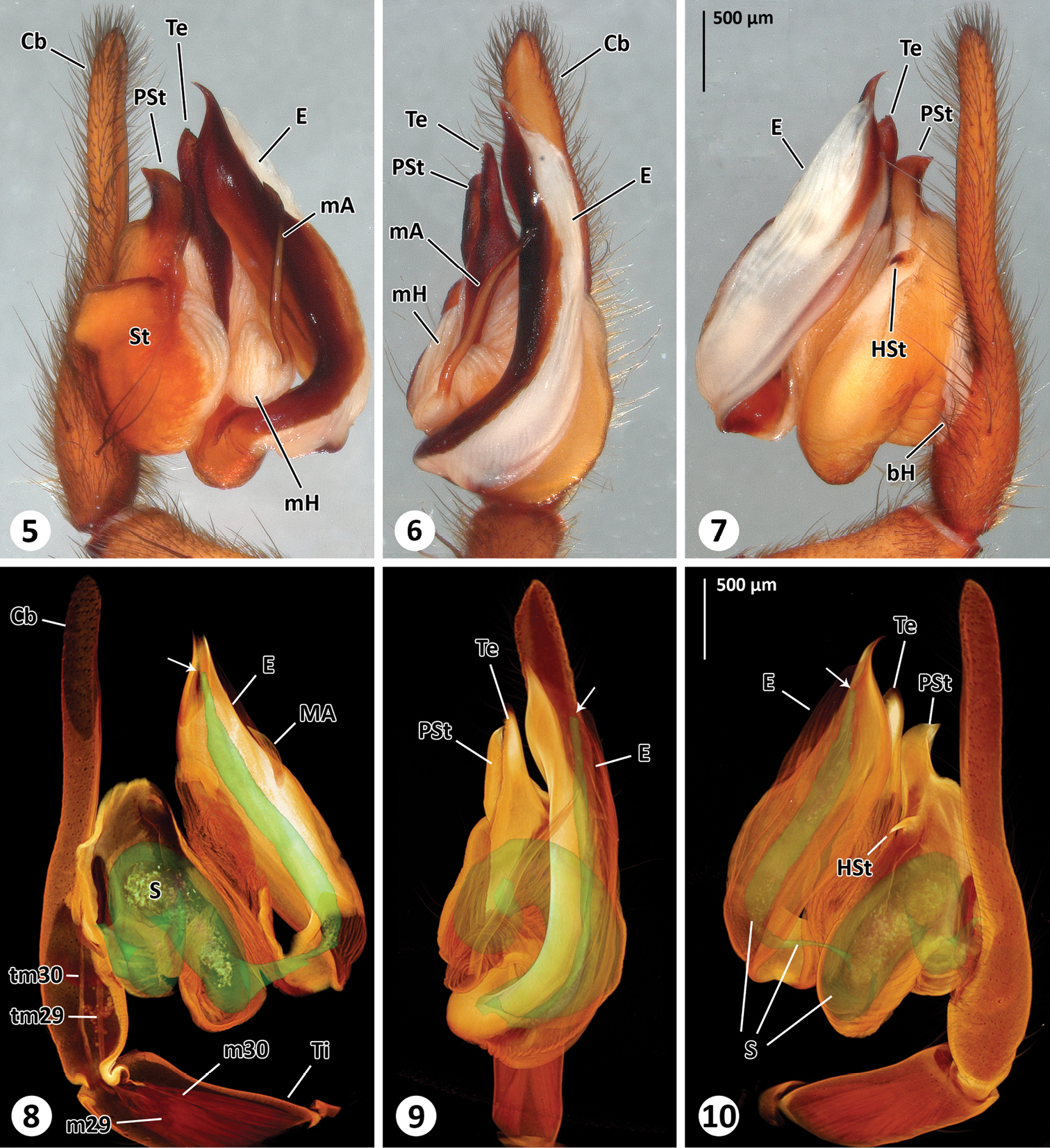
Palpe de Thaida chepu ♂

La femelle holotype mesure 9,40 mm.
Le mâle décrit par Michalik et Ramirez en 2013 mesure 5,59 mm.

## Systématique et taxinomie
Cette espèce a été décrite par Forster, Platnick et Gray en 1987.

## Étymologie
Son nom d'espèce lui a été donné en référence au lieu de sa découverte, Chepu.

## Publication originale
- Forster, Platnick & Gray, 1987 : « A review of the spider superfamilies Hypochiloidea and Austrochiloidea (Araneae, Araneomorphae). » Bulletin of the American Museum of Natural History, vol. 185, no 1, p. 1-116 (texte intégral).